# Craspediopsis persimilis
Craspediopsis persimilis là một loài bướm đêm trong họ Geometridae.